# Mali Toonsi na Svelunilištu
Mali Toonsi na Svelunilištu (eng. Tiny Toons Looniversity) je američka animirana serija i sitcom autora Erina Gibsona i Natea Casha za Cartoon Network i streaming platformu Max
Serija služi kao reboot Zekoslavaca iz 90-ih i sadrži starije verzije likova. Dvije sezone naručili su producenti kuće Amblin Television i Warner Bros. Animation. Prva sezona objavljena je 8. rujna 2023. na Maxu, nakon čega je uslijedila televizijska premijera na Cartoon Networku 9. rujna. Prva polovica druge sezone objavljena je 8. ožujka 2024., zajedno sa specijalom "Proljetni polaznici", koji je premijerno prikazan na Cartoon Networku od 6. travnja
U Hrvatskoj je objavljena na Maxu od 27. travnja 2024., a premijerno je prikazana na Cartoon Networku 29. travnja 2024.

## Radnja
Zoki, Zeka i ostatak bande slijede svoje komične ambicije sve do Akme Svelunilišta, cijenjene institucije viših ludorija učenja, gdje mladi sanjari postaju profesionalni toonsi. Ovdje stvaraju dugotrajna prijateljstva jedni s drugima i usavršavaju svoj crtani zanat dok studiraju pod najvećim likovima iz crtića u povijesti, Looney Tunes.

## Glasovna postava
| Lik             | Izvorni glas              | Hrvatski glas                       |
| --------------- | ------------------------- | ----------------------------------- |
| Zoki            | Eric Bauza                | Dino More Gregor Klarić (pjeva)     |
| Zeka            | Ashleigh Crystal Hairston | Ana Ćapalija Helena Novosel (pjeva) |
| Butko           | David Errigo Jr.          | Bojan Jambrošić                     |
| Miči            | Tessa Netting             | Kristina Gami                       |
| Pero            | David Errigo Jr.          | Filip Sever                         |
| Dekanica Bakica | Candi Milo                | Jadranka Krištof                    |
| Zekoslav Mrkva  | Jeff Bergman              | Daniel Dizdar                       |
| Patak Dodo      | Eric Bauza                | Ivan Mokrović                       |
| Taz             | Fred Tatasciore           | Gregor Klarić                       |
| Yosemite Sam    | Fred Tatasciore           | Gregor Klarić                       |
| Narator         | Fred Tatasciore           | Gregor Klarić                       |
| Lil' Sneezer    | Tessa Netting             |                                     |
| Dizzy Devil     | Betsy Sodaro              |                                     |
| Blanka          | Natalie Palamides         |                                     |
| Furball         | Natalie Palamides         |                                     |
| Fifi La Fume    | Marieve Herington         |                                     |
| Silvestar       | Jeff Bergman              | Nikola Marjanović                   |
| Foghorn Leghorn | Jeff Bergman              | Nikola Marjanović                   |
| Dr. Witch Hazel | Candi Milo                |                                     |
| Montana Max     | Candi Milo                | Luka Starman                        |
| Porky Pig       | Bob Bergen                |                                     |
| Chef Lola       | Kari Wahlgren             |                                     |
| B'Shara Bunny   | Kari Wahlgren             |                                     |
| Elmyra Duff     | Cree Summer               |                                     |

#### Ostali
- Zrinka Antičević
- Vinko Štefanac
- Katarina Perica Kirin

### Uvodna glazba
Pjesma početnu špice Tiny Toons Looniversity svira na početku svake epizode. Izravno je temeljena na pjesmi početne špice animirane serije iz 1990., Zekoslavci, samo sada opisuje fakultetske živote Malih Toonsa dok pjevaju o Svelunilištu. U Hrvatskoj verziji pjesmu izvode Gregor Klarić, Daniel Dizdar, Helena Novosel, Filip Sever i Jadranka Krištof.

## Pregled serije
U Hrvatskoj je objavljena na Maxu od 27. travnja 2024., a premijerno je prikazana na Cartoon Networku 29. travnja 2024. Specijal "Proljetni polaznici" na Cartoon Networku je podjeljen u dva dijela.
| Sezona | Sezona   | Epizoda  | Izvorno prikazivanje | Izvorno prikazivanje | Hrvatsko prikazivanje | Hrvatsko prikazivanje | Hrvatsko prikazivanje |
| Sezona | Sezona   | Epizoda  | Premijera            | Finale               | Max                   | Premijera             | Finale                |
| ------ | -------- | -------- | -------------------- | -------------------- | --------------------- | --------------------- | --------------------- |
|        | 1.       | 10       | 8. rujna 2023.       | 8. rujna 2023.       | 27. travnja 2024.     | 29. travnja 2024.     | 10. svibnja 2024.     |
|        | 2.       | 5        | 8. ožujka 2024.      | 8. ožujka 2024.      | Još nije najavljeno   | Još nije najavljeno   | Još nije najavljeno   |
|        | Specijal | Specijal | 8. ožujka 2024.      | 8. ožujka 2024.      | 27. travnja 2024.     | 13. svibnja 2024.     | 14. svibnja 2024.     |

### Prva sezona (2023.)
Prva sezona premijerno se objavila 8. rujna 2023. na streaming platformi Max, a od 9. rujna do 4. studenoga iste godine premijerno se prikazivala na kanalu Cartoon Network.
U Hrvatskoj prva sezona premijerno je objavljena 27. travnja 2024. na streaming platformi Max, a od 29. travnja do 10. svibnja iste godine prikazivala se na kanalu Cartoon Network.
| Ep. u seriji | Originalni naziv         | Hrvatski naziv            | Redatelj       | Prikazivanje u                                             | Prikazivanje u                                              |
| ------------ | ------------------------ | ------------------------- | -------------- | ---------------------------------------------------------- | ----------------------------------------------------------- |
| 1.           | "Freshman Orientoontion" | "Brucoši se nalaze"       | Andrew Dickman | 8. rujna 2023. (Max) 9. rujna 2023. (Cartoon Network)      | 27. travnja 2024. (Max) 29. travnja 2024. (Cartoon Network) |
| 2.           | "Give Pizza a Chance"    | "Ljubav ide kroz želudac" | Lauren Andrews | 8. rujna 2023. (Max) 9. rujna 2023. (Cartoon Network)      | 27. travnja 2024. (Max) 30. travnja 2024. (Cartoon Network) |
| 3.           | "Extra, So Extra"        | "Udarna vijest"           | Traci Honda    | 8. rujna 2023. (Max) 16. rujna 2023. (Cartoon Network)     | 27. travnja 2024. (Max) 1. svibnja 2024. (Cartoon Network)  |
| 4.           | "Tooney Ball Lights"     | "Tunimetna utakmica"      | Andrew Dickman | 8. rujna 2023. (Max) 23. rujna 2023. (Cartoon Network)     | 27. travnja 2024. (Max) 2. svibnja 2024. (Cartoon Network)  |
| 5.           | "Save the Loo Bru"       | "Spašavanje kafića"       | Lauren Andrews | 8. rujna 2023. (Max) 30. rujna 2023. (Cartoon Network)     | 27. travnja 2024. (Max) 3. svibnja 2024. (Cartoon Network)  |
| 6.           | "Prank You Very Much"    | "Šala mala"               | Traci Honda    | 8. rujna 2023. (Max) 7. listopada 2023. (Cartoon Network)  | 27. travnja 2024. (Max) 6. svibnja 2024. (Cartoon Network)  |
| 7.           | "General HOGspital"      | "Praščić doktor"          | Andrew Dickman | 8. rujna 2023. (Max) 14. listopada 2023. (Cartoon Network) | 27. travnja 2024. (Max) 7. svibnja 2024. (Cartoon Network)  |
| 8.           | "Soufflé, Girl Hey"      | "Vješta kuharica"         | Traci Honda    | 8. rujna 2023. (Max) 21. listopada 2023. (Cartoon Network) | 27. travnja 2024. (Max) 8. svibnja 2024. (Cartoon Network)  |
| 9.           | "Tears of a Clone"       | "Klonovske suze"          | Megan Fisher   | 8. rujna 2023. (Max) 28. listopada 2023. (Cartoon Network) | 27. travnja 2024. (Max) 9. svibnja 2024. (Cartoon Network)  |
| 10.          | "The Show Must Hop On"   | "Šou skakuće dalje"       | Lauren Andrews | 8. rujna 2023. (Max) 4. studenoga 2023. (Cartoon Network)  | 27. travnja 2024. (Max) 10. svibnja 2024. (Cartoon Network) |

### Druga sezona (2024.)
U Americi, druga sezona premijerno je objavila 8. ožujka 2024. na streaming platformi Max, a od 13. travnja do 4. svibnja iste godine premijerno su se prikazale samo prve četiri epizode na kanalu Cartoon Network.
U Hrvatskoj druga sezona nije objavljena.
| Ep. u seriji | Originalni naziv                    | Hrvatski naziv | Redatelj       | Prikazivanje u                                            | Prikazivanje u     |
| ------------ | ----------------------------------- | -------------- | -------------- | --------------------------------------------------------- | ------------------ |
| 1.           | "Whatever Happened to Babsy Bunny?" |                | Rose Feduk     | 8. ožujka 2024. (Max) 13. travnja 2024. (Cartoon Network) | još nije prikazano |
| 2.           | "Slay Cheese"                       |                | Rose Feduk     | 8. ožujka 2024. (Max) 20. travnja 2024. (Cartoon Network) | još nije prikazano |
| 3.           | "Tooned In Space"                   |                | Megan Fisher   | 8. ožujka 2024. (Max) 27. travnja 2024. (Cartoon Network) | još nije prikazano |
| 4.           | "Twin-Con"                          |                | Lauren Andrews | 8. ožujka 2024. (Max) 4. svibnja 2024. (Cartoon Network)  | još nije prikazano |
| 5.           | "Skulls and Sillybones"             |                | Rose Feduk     | 8. ožujka 2024. (Max) n.p. (Cartoon Network)              | još nije prikazano |

### Specijal (2024.)
Specijal u Americi je objavljen 8. ožujka 2024. na streaming platformi Max, a 6. travnja 2024. premijerno je prikazan na kanalu Cartoon Network.
U Hrvatskoj specijal je objavljen 27. travnja 2024. na Maxu, a na kanalu Cartoon Network je podijeljen u dva dijela koja su se prikazala 13. i 14. svibnja 2024.
| Ep. u seriji | Originalni naziv | Hrvatski naziv        | Redatelj                      | Prikazivanje u                                           | Prikazivanje u                                                    |
| ------------ | ---------------- | --------------------- | ----------------------------- | -------------------------------------------------------- | ----------------------------------------------------------------- |
| 1.           | "Spring Beak"    | "Proljetni polaznici" | Lauren Andrews & Megan Fisher | 8. ožujka 2024. (Max) 6. travnja 2024. (Cartoon Network) | 27. travnja 2024. (Max) 13. i 14. svibnja 2024. (Cartoon Network) |

## Vanjske poveznice
- Mali Toonsi na Svelunilištu u internetskoj bazi filmova IMDb-a